# Culatta

Schema di una culatta durante uno sparo

La culatta è quella parte delle armi da fuoco destinata a chiudere geometricamente la camera di scoppio dell'arma al momento dello sparo e a contribuire alla tenuta dei gas sviluppati dalla carica di lancio.

## Storia
Nelle artiglierie primitive e a retrocarica la culatta era staccata dalla bocca da fuoco, ovvero si caricava e poi si fissava contro l'anima del pezzo.
Avendo il sistema a retrocarica dato cattivi risultati per la grossolana costruzione delle parti e per la scarsa genialità nelle costruzioni meccaniche, si ritornò all'artiglieria ad avancarica che resistette fino alla metà del XIX secolo.

## Caratteristiche e funzioni
Nelle artiglierie ad avancarica ed in quelle a retrocarica la culatta, quando chiusa, è geometricamente solidale con la canna ed è dimensionata opportunamente per resistere alle pressioni sviluppate dalla carica di lancio, pressioni che sono massime quando il proietto, nel suo avanzare lungo la canna, è ancora vicino alla culatta.
La culatta delle armi da fuoco, in genere, è costruita separatamente dalla canna, solo successivamente le due parti vengono unite meccanicamente con varie metodologie. I più comuni sistemi di chiusura della culatta sono: ad otturatore cilindrico oppure tronco conico oppure a cuneo trasversale. Tutti i tipi di culatta contengono i congegni di sparo, siano essi elettrici o meccanici.
Svolgendo la funzione di chiusura della camera di cartuccia dove le pressioni sono più alte, ha i maggiori spessori resistenti di tutta l'arma, cosa che determina uno spostamento significativo verso di essa del baricentro della canna. Alla culatta è collegata la mensola di caricamento del proietto e delle cariche di lancio che possono essere tenuti insieme da un bossolo (cartuccia completa), oppure essere separate.

## Tipologie
La culatta può essere:
- Fissa, nelle armi da fuoco primitive ed antiche la culatta faceva corpo con la canna che era in quel punto più grossa/spessa.

- Mobile, in seguito, specie con l'adozione della capsula fulminante, le armi da fuoco portatili ebbero la culatta chiusa a mezzo del vitone, il quale conteneva il luminello e costituiva il fondo di culatta e lo si poteva in certo qual modo considerare come una culatta mobile. Nelle armi da fuoco moderne è universalmente adottata la culatta mobile che, oltre a garantire la tenuta ai gas di combustione, porta il sistema di caricamento, di otturazione e di sparo.
Nelle pistole a rotazione la culatta è costituita dal "castello" dell'arma, che può essere di tipo apribile o chiuso, il cilindro - tamburo reca gli alloggiamenti per le cartucce. Al momento dello sparo, le pressioni sviluppate dalla combustione della carica di lancio sono supportate in egual misura dalle pareti del cilindro - tamburo e dal castello dell'arma, su cui poggia il fondello della cartuccia esplosa.